# Permis de penser
Permis de penser est une émission diffusée mensuellement sur Arte. Elle est présentée par Laure Adler et contient chaque fois une interview d'un écrivain (le plus souvent), d'un artiste ou d'un intellectuel. L'interview d'une heure est soigneusement préparée, et plutôt intime ; elle est ponctuée par des thèmes (photos, peintures, citations, livres) choisis à l'avance, et, souvent, des interventions d'autres auteurs, critiques littéraires, etc. Décor de Daniel Buren et Patrick Bouchain. Emission réalisée par Sylvain Bergère.

## Liste partielle des personnes reçues
- Amartya Sen
- Amin Maalouf
- Antonio Lobo Antunes
- Antonio Tabucchi
- Claudio Magris
- Daniel Libeskind
- Erri De Luca
- Imre Kertész[1]
- Jean-Pierre Vernant
- Michel Houellebecq
- Pascal Quignard
- Paul Nizon
- Pedro Almodóvar
- Raymond Depardon
- Ruth Rendell
- Salman Rushdie
- Youssef Seddik[2]